# Список Шиндлера (роман)
«Ковчег Шиндлера» (вийшов у США та Україні як «Список Шиндлера»; англ. «Schindler's Ark») — роман австралійського письменника Томаса Кініллі 1982 року. Згодом адаптований у фільм — «Список Шиндлера» — американського режисера Стівена Спілберга. Книгу нагороджено Книжковою премією Лос-Анджелес Таймс та Букерівською премією.
Книга розповідає історію Оскара Шиндлера, члена нацистської партії, що перетворився на свого роду героя, який врятував життя 1 300 євреїв, визволивши їх з концентраційних таборів Польщі та Німеччини. Згодом Кініллі написав декілька інших романів, проте жоден із них не повторив успіху «Списку Шиндлера» й саме роман про Голокост залишається його найвідомішою та найзатребуванішою роботою. Книга базується на частково-історичних подіях.

## Підґрунтя
На написання роману «Список Шиндлера» Т. Кініллі надихнув Леопольд Пфефферберг, якому вдалося вціліти під час Голокосту саме завдяки Шиндлеру. Після війни Пфефферберґ неодноразово намагався привернути увагу сценаристів та кінорежисерів до теми Шиндлера, який врятував його та чимало польських євреїв від рук нацистів, зокрема влаштував декілька інтерв'ю для свого рятівника на американському телебаченні. 
2007 року світ побачила книжка «У пошуках Шиндлера: Мемуари», яка детально описує зустріч Кініллі та Пфефферберґа, різноманітні розвідки та інтерв'ю з людьми, знайомими з Шиндлером. У жовтні 1980 року Кініллі зайшов до Пфефферберґівської крамниці в Беверлі-Гіллз, щоб дізнатися ціну портфелів. Кініллі якраз закінчив презентацію своєї книги і вже збирався повернутися до Австралії. Довідавшись, що Кініллі — письменник, Пффефферберґ ознайомив його зі всіма зібраними ним матеріалами про Шиндлера, які зберігав у файловій шафі, що знаходилася в кімнатці у задньому приміщені. Після 50-ти хвилин наполегливих прохань, Пфефферберґ все-таки переконав Кініллі в доцільності написання книги; згодом Пфефферберґ став порадником письменника, а також супроводжував Кініллі до Польщі, де вони відвідали Краків та інші місця, які стосувалися Шиндлерової історії.
Після виходу роману «Список Шиндлера» (1982) Пфефферберґ, бувши знайомим з матір'ю Стівена Спілберга, взявся переконувати режисера, аби той здійснив екранізацію книжки Кініллі.
2009 року в одній із Сіднейських бібліотек знайдено рідкісну точну копію Шиндлерового списку на 13 сторінок, зроблену через копірку. Існує обмежена кількість таких примірників, однак час від часу в ЗМІ з'являється інформація про продаж того чи іншого екземпляру.

## Огляд
Під час Другої світової війни Оскар Шиндлер налагоджує фабрику з виробництва емальованого посуду, розглядаючи війну як можливість нагромадження капіталу. Головною ж робочою силою його виробництва стали євреї. Саме тому помітні паралелі з поемою «Мертві душі» Миколи Гоголя та п'єсою «Матінка Кураж та її діти» Бертольда Брехта, які описують жагу накопичення та цинічного заробітку на війні. 
Водночас відбувається еволюція головного героя, який через деякий час відкидає думки про фінансовий зиск та витрачає усі зароблені кошти на викуп та порятунок євреїв (загалом йому вдається врятувати 1 300 людей). Отже, Оскар Шиндлер, захищаючи єврейський народ, немов стає на шлях Ноя, Мойсея й Христа.

## Переклади українською
- Томас Кініллі. Список Шиндлера. Переклад з англійської: Ганна Яновська. Харків: КСД, 2015. 432 стор. ISBN 978-966-14-9302-4